# Fosfomolibdato de amônio

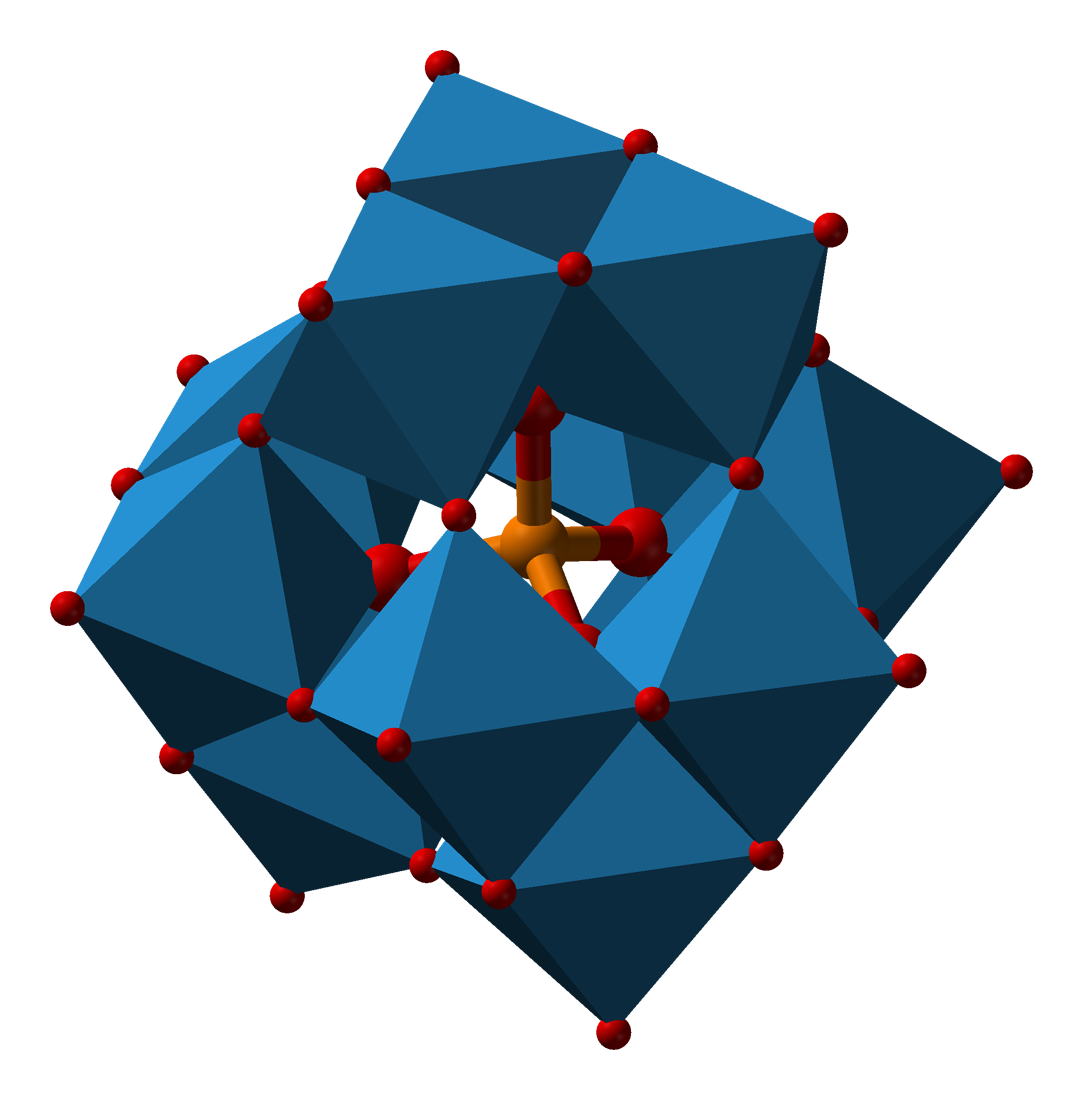
Íon fosfomolibdato, [PMo_{12}O_{40}^{3−}.

Fosfomolibdato de amônio é o sal inorgânico do ácido fosfomolíbdico cuja fórmula química é (NH4)3PMo12O40. Ele contém o complexo de fosfomolibdato iônico notável.
Esse sal complexo é um composto de cor amarelo-canário intensa praticamente insolúvel em água e um agente oxidante suave. É um composto importante em alguns testes analíticos para detecção de fosfato.

## Estrutura
O composto cristaliza como cristais colunares e de estrutura monoclínica, geralmente na forma hidratada. O ânion desse sal é um complexo de coordenação com uma estrutura complexa notável conhecida como estrutura de Keggin, em homenagem ao seu descobridor, o químico James F. Keggin.
A estrutura do ânion complexo tem simetria tetraédrica completa e é composta de um heteroátomo (no caso o fósforo) cercado por quatro átomos de oxigênio para formar um tetraedro. Esses quatro oxigênios que coordenam o fósforo central também estão ligados, cada um, a três átomos de molibdênio. Os molibdênios na estrutura possuem todos coordenação octaédrica e estão cercados, cada um, por seis oxigênios. Seu estado de oxidação é +6. O heteroátomo possui coordenação tetraédrica está localizado centralmente e enjaulado por 12 unidades octaédricas MoO
6
 ligadas entre si por átomos de oxigênio compartilhados. Há um total de 24 átomos de oxigênio em ponte que ligam os átomos de molibdênio vizinhos entre si, além de doze átomos de oxigênio terminais ligados a cada cento de molibdênio (nove deles como grupos =O duplamente ligado, e três deles como –O–). Os centros metálicos nos 12 octaedros estão dispostos em uma esfera quase equidistante um do outro, em quatro unidades Mo
3O
13
, dando à estrutura completa uma simetria tetraédrica geral. Os octaedros são ligeiramente distorcidos. A carga negativa do ânion está amplamente deslocalizada por toda a estrutura.

## Síntese

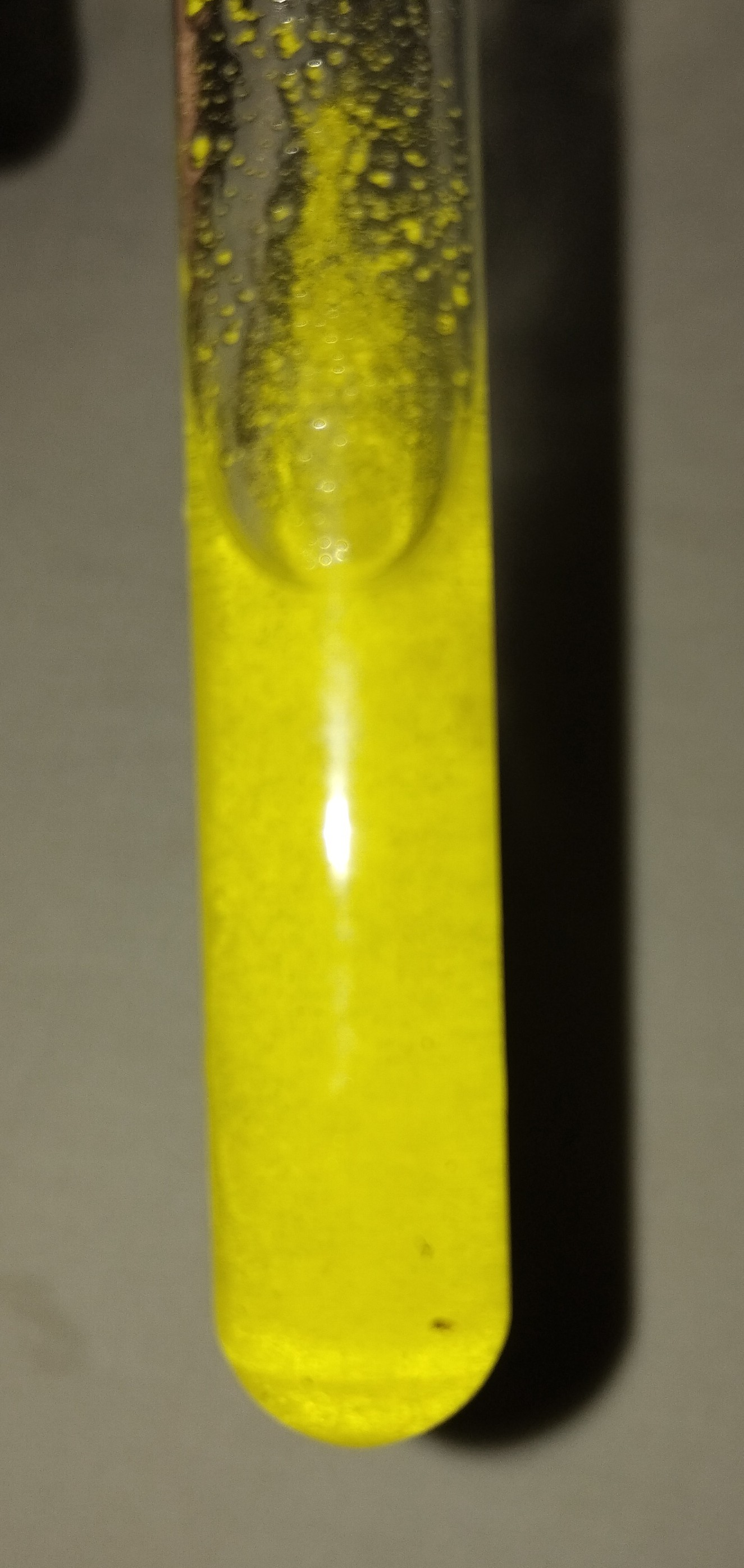
Fosfomolibdato de amônio recém-preparado precipitando a partir de uma solução ácida.

O fosfomolibdato de amônio pode ser produzido a partir da reação de neutralização entre o ácido fosfomolíbdico e o hidróxido de amônio aquoso, desde que a solução seja mantida ácida. O sal amarelo intenso precipita rapidamente a partir da solução:
H
3[PMo
12O
40]
(aq) + 3NH
4OH
(aq) —> (NH
4)
3[PMo
12O
40]
(s) + 3H
2O
(aq)
Também pode ser obtido misturando o ácido fosfomolíbdico com algum sal de amônio, como o cloreto de amônio, com o sal amarelo-vivo precipitado após a reação de dupla troca:
H
3[PMo
12O
40]
(aq) + 3NH
4Cl
(aq) —> (NH
4)
3[PMo
12O
40]
(s) + 3HCl(aq)
Outra forma de preparo consiste em reagir um sal de amônio, um sal de fosfato e trióxido de molibdênio ou um molibdato em solução de ácido nítrico. Ocorre a reação entre o fosfato e o MoO
3
 ou molibdato, formando ácido fosfomolíbdico que precipita seu sal de amônio:
12MoO2–
4
(aq) + PO3–
4
(aq) + 3NH+
4
(aq) + 24HNO
3
(aq) —> (NH
4)
3[PMo
12O
40]
(s) + 24NO–
3
(aq) + 12H
2O
(l)
Esta última reação é bastante sensível e é muito utilizada em química analítica para detecção da presença de fosfatos.

## Reações
O fosfomolibdato de amônio é um agente oxidante suave, o qual é capaz de aceitar prontamente até 4 elétrons de forma a reduzir parte dos átomos de molibdênio do seu estado de oxidação +6 para o +5, criando um composto de valência mista. Essa mudança é acompanhada por uma dramática mudança de cor do amarelo intenso para um azul-escuro profundo, originando assim uma forma de azul de molibdênio. Esta cor azul intensa surge devido a transições de transferência de carga (ou intervalência) entre os átomos de Mo em diferentes estados de oxidação. Redução por mais do que 4 elétrons também é possível. Os derivados reduzidos do fosfomolibdato de amônio, ao contrário do composto original, são solúveis em água. O cluster do ânion retém aproximadamente a estrutura original, embora haja isomerização da forma α-Keggin para a forma β-Keggin durante a redução.
(NH
4)
3[PMoVI
12O
40]
(s) + 4NH
4OH
(aq) + 4e- ---> (NH
4)
7[PMoV
4MoVI
8O
40]
(aq) + 4OH-(aq)

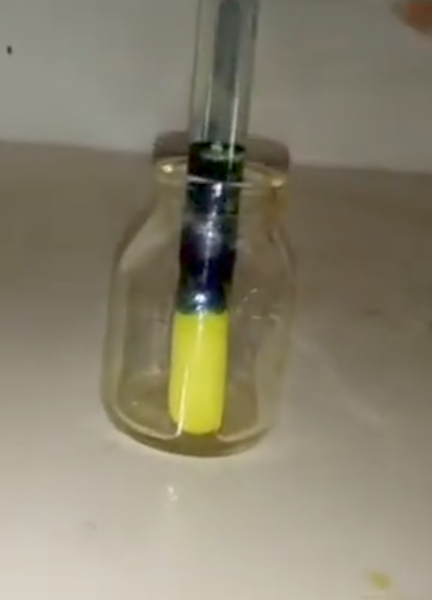
Suspensão de fosfomolibdato de amônio sendo reduzida pela adição de uma solução redutora de cloreto de estanho II (SnCl_{2})

O composto sofre decomposição em soluções ácidas ou básicas concentradas:
- Em meio ácido forte:

(NH
4)
3[PMo
12O
40]
(s) + 36H
2O
(l) + 27H+(aq) ---> 12[MoO
2(H
2O)
4]
2+(aq) + H
3PO
4
(aq) + 3NH
4
+(aq)
- Em meio básico forte:

(NH
4)
3[PMo
12O
40]
(s) + 27OH-(aq) ---> 3NH
4OH
(aq) + PO
4
3-(aq) + 12MoO
4
2-(aq) + 12H
2O
(l)